# Horváth Sándor Domonkos
Horváth Sándor Domonkos (Győr, 1967. február 16. –) Szinnyei József-díjas magyar könyvtáros, szabályozási szakjogász, Győry Domonkos szerzői néven szépíró.

## Életpályája

### Tanulmányai
A szombathelyi Berzsenyi Dániel Tanárképző Főiskolán szerzett könyvtáros- és általános iskolai történelemtanár-oklevelet 1990-ben, a Szegedi Tudományegyetemen jogászdiplomát 2001-ben, az Eötvös Loránd Tudományegyetemen szabályozási szakjogász végzettséget 2006-ban. 2015-től NLP Master képzettséggel rendelkezik, 2022-ben a Semmelweis Egyetem Mentálhigiéné Intézet közösségi és családi mediáció szakán szerzett oklevelet, majd a Pünkösdi Teológiai Főiskola családkonzulens/családterapeuta szakirányú továbbképzését végezte el. 

### Szakmai pályafutása
1985-től a győri városi könyvtár munkatársa, 1993-tól igazgatóhelyettese, 2003-tól igazgatója volt. A megyei és a városi könyvtár integrációjával létrejött Dr. Kovács Pál Megyei Könyvtár és Közösségi Tér első igazgatója 2013-tól. Nevéhez fűződik a könyvtár épületeinek rekonstrukciója és a megyei kistelepülési könyvtári ellátóhelyek folyamatos felújítása. Oktatóként részt vesz a felsőfokú könyvtáros-továbbképzésben.
2008-tól a Győri Könyvszalon főszervezője.
Igazságügyi közvetítőként (mediátorként), párkapcsolati tanácsadóként is működik.
Szépirodalmi köteteit a Pont Kiadó adta ki, novelláit az Eső, a Magyar Napló és az Élet és Irodalom, az Irodalmi Jelen, az Országút, az Ambroozia valamint a Palócföld közölte. A Győr ötkötetes helytörténeti monográfiáját szerkesztő bizottság tagja.

## Társasági tagságai
- Kisalföldi Könyvtárosok és Könyvtárak Egyesülete
- Könyvtár- és Információtudományi Társaság
- Közép-európai Mediációs Intézet Egyesület
- Magyar Írószövetség
- Magyar Könyvtárosok Egyesülete

## Díjai, elismerései
2006-ban megkapta a Magyar Könyvtárosok Egyesületéért Emlékérmet. 2012-ben Győr Közművelődéséért díjat vehetett át több évtizedes közművelődési tevékenységéért. 2021-ben Szinnyei József-díj elismerésben részesült, 2023-ban Pro Urbe Győr kitüntetést kapott.

## Főbb művei

### Monográfiák
- Az első győri könyvesházak. Tanulmány. Győr Megyei Jogú Város Polgármesteri Hivatal, Győr, 2001.
- A győri és a soproni ügyvédi kamara története, 1875–2014. Dr. Kovács Pál Megyei Könyvtár és Közösségi Tér, Győr, 2016.

### Szerkesztett kötetek
- Győr-Moson-Sopron megye jegyzőinek almanachja. Hazánk, Győr, 2000 [2001]. (Kucska Ferenccel és Vehrer Ferencnével)
- Győri életrajzi lexikon. Galgóczi Erzsébet Városi Könyvtár, Győr, 2003. (Grábics Frigyessel és Kucska Ferenccel)

### Szépirodalmi művek
- Profán – avagy tollbamondás a pillanatnak. Pont, Budapest, 2016. (kisregény, egyperces novellák, színművek)
- Hölgy alulnézetből. Pont, Budapest, 2017. (regény)
- Anyám sírása halkul. Pont, Budapest, 2021. (novellák)

### Előadott művek
- A szivaros (tragikomédia), rendezte: Válik István, 2008.